# Хрисавги
Хрисавги (грч. Χρυσαυγή) је насељено место у општини Лагадина у периферији Средишња Македонија, Грчка. Према попису из 2021. године било је 1.017 становника.
Према бугарском географу и историчару, Василу Канчову, у Хрисавгију је 1900. године живело 500 Турака. Године 1924. турско становништво је принудно исељено у Турску а на њихово место насељене су грчке избеглице. На попису из 1928. године у селу је било 525 становника. Раније се звало Саријар.